# Río Ardón
El Ardón ([ɐrˈdon]ⓘ en ruso: Ардо́н; en osetio: Æрыдон - Aeridón) es un río de Osetia del Norte - Alania en Rusia, tributario por la vertiente izquierda del río Terek.

## Descripción
Con una longitud de 102 kilómetros irriga una cuenca de 2700 km². El Ardón nace en los glaciares del Gran Cáucaso, y cruza la Reserva Natural de Osetia del Norte. 
En su camino hacia las llanuras osetias, cruza la profunda Garganta de Alaguir. En las cercanías de la garganta, se encuentran yacimientos mineros, y las aldeas urbanas de Burón (Бурон), Sadón (Садон), Verjni Zguid (Верхний Згид), Mizur (Мизур) y Jolst (Холст).
En la ciudad de Alaguir, el río desemboca en una planicie que usa sus aguas para la irrigación. A 7 kilómetros de la confluencia con el río Térek, se encuentra la ciudad de Ardón.
En el río se encuentran las Presas de Zaramag (Зарамагские ГЭС).
El antiguo Camino Militar Osetio cruza el valle del río Ardón, compartiendo trazado con la Autopista Transcaucásica (Транскавказская автомагистраль), que comunica por el túnel de Roki con Osetia del Sur. Otro camino que cruza el paso de Mamisón comunica con la ciudad georgiana de Oni.